# والاس غوردون
والاس غوردون (بالإنجليزية: Wallace Gordon)‏ هو لاعب كرة قاعدة أمريكي، ولد في 21 أبريل 1881 في Greenville, Pennsylvania ‏ في الولايات المتحدة، وتوفي في 5 نوفمبر 1955 في باينسفيل في الولايات المتحدة.